# Fender Electric XII
La Fender Electric XII est une guitare électrique à 12 cordes. Lancée en 1965 pour enrichir le catalogue Fender qui ne propose pas, jusqu'alors ce type de Solid-body. Elle reprend le contour des guitares Fender Jaguar et Jazzmaster et est orné d'une tête de manche, relativement longue, pouvant recevoir les douze mécanismes surnommée  « hockey-stick » du fait de sa forme caractéristique ressemblant à une crosse de hockey.

## Conception
Conçu par Leo Fender, la Fender Electric XII est introduit à la fin de 1965, le gros de la production ayant eu lieu en 1966. Contrairement aux modèles électriques à 12 cordes de ses concurrents qui ne sont que des guitares à 6 cordes existantes avec six cordes supplémentaires, la Fender Electric XII est une 12 cordes spécialement conçue pour gagner une partie du marché du folk-rock. Le chevalet possède un pontet individuel pour chaque corde, ce qui permet une intonation précise. L'Electric XII d'origine utilise une conception de micro unique avec un sélecteur rotatif à 4 positions activant le micro manche seul, les micros manche et chevalet en parallèle ou hors phase, et le micro chevalet seul. Sa lutherie utilise également la conception à cordes traversantes similaire à la Fender Telecaster.

## Notoriété

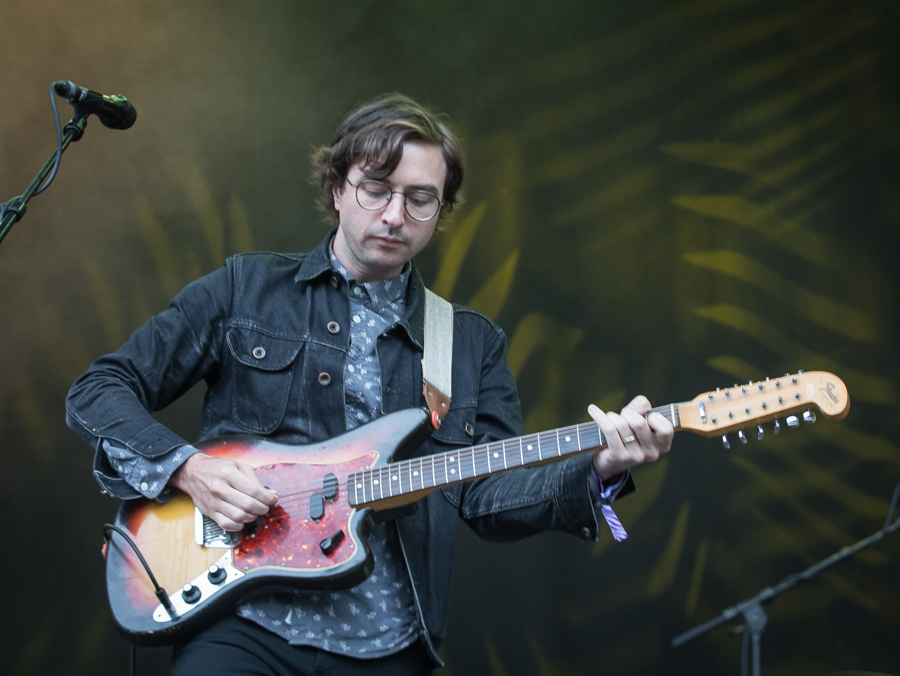
Martin Courtney et son Electric XII

Lors de sa sortie en 1965, les Byrds sont en haut des classements avec la reprise électrifiée de « Mr Tambourine Man » enregistrée avec une douze corde électrique. CBS réussit à mettre le nouvel instrument dans les mains de Gene Clark pour une apparition télévisée afin d'en assurer la promotion. Hélas, l'Electric XII n'est pas particulièrement populaire lors de sa sortie et, en 1969, elle est retirée du catalogue Fender. Le surplus de pièce destinés à la fabrication est utilisé pour fabriquer la guitare Fender Custom Maverick.

## Musiciens
- Pete Townshend, qui l'a beaucoup utilisé sur l'album Tommy des Who[1].
- Tim Buckley[2].
- Jimmy Page, l'a utilisé sur « Beck's Bolero » de Jeff Beck  ainsi que sur l'enregistrement en studio du célèbre « Stairway to Heaven » de Led Zeppelin[3],[2].
- Gene Clark de The Byrds en utilise une lors d'une apparition télévisée en mai 1965.
- Eric Clapton l'a utilisé pour l'enregistrement de « Dance the Night Away » avec le groupe Cream en 1967.
- Lou Reed et Sterling Morrison ont acheté des Fender XII assortis avant les sessions du troisième album éponyme du Velvet Underground en 1968.
- Johnny Winter en a également utilisé brièvement une équipée de six cordes à la fin des années 1960 et au début des années 1970.
- Krist Novoselic de Nirvana a joué du Fender XII lorsqu'il était dans Sweet 75.
- Le guitariste de The Verve, Nick McCabe, utilise une Fender Electric XII pour des performances live lors de la tournée de retour du groupe en 2008, notamment sur « Space and Time » de l'album Urban Hymns.
- Tom Petty utilise une Fender XII blanche pour la première moitié de sa tournée nord-américaine 2006 au lieu de sa signature Rickenbacker 12 cordes.
- Thurston Moore en a reçu une en cadeau pour son 60e anniversaire et l'a utilisé dans l'enregistrement de By the Fire[4] .